# Isabel Guialo
Isabel Evelize Wangimba Guialo, dite Belinha, née le 8 avril 1990 à Luanda, est une joueuse internationale angolaise de handball. Elle joue au poste de demi-centre.
Avec l'équipe nationale d'Angola, elle participe aux jeux olympiques en 2016 à Rio. Avec 35 buts inscrits en 6 matchs, elle termine 10e meilleure marqueuse du tournoi.
Elle participe également aux championnats du monde féminin de handball en 2011, 2013, 2015, 2017 et 2019.
Fin avril 2020, elle s'engage avec le club de Fleury Loiret.

## Palmarès

### En club
Compétitions internationales
- Vainqueur du Super globe féminin en 2019 (avec CD Primeiro de Agosto)
- Vainqueur de la Ligue des champions (6) : 2014, 2015, 2016, 2017, 2018, 2019
- Vainqueur de la Coupe d'Afrique des vainqueurs de coupe (4) : 2015, 2016, 2017, 2019
- Vainqueur de la Supercoupe d'Afrique (5) : 2015, 2016, 2017, 2018, 2019

Compétitions nationales
- Championnat d'Angola (7) : 2011, 2013, 2014, 2015, 2016, 2017 ,2019

### En équipe nationale
Jeux olympiques
- 10e place aux Jeux olympiques 2012.
- 8e place aux Jeux olympiques 2016.

Championnats du monde
- 8e place au Championnat du monde 2011.
- 16e place au Championnat du monde 2013.
- 16e place au Championnat du monde 2015.
- 19e place au Championnat du monde 2017.
- 15e place au Championnat du monde 2019.

Championnats d'Afrique
- Médaille d'or au championnat d'Afrique 2012.
- Médaille d'or au championnat d'Afrique 2016.
- Médaille d'or au championnat d'Afrique 2021.
- Médaille d'or au championnat d'Afrique 2022.

Jeux africains
- Médaille d'or aux Jeux africains de 2015.
- Médaille d'or aux Jeux africains de 2019.

## Distinctions personnelles
- Meilleure joueuse et meilleure arrière gauche du championnat d'Afrique 2021[6]